# Cantone di Pont-l'Abbé
Il Cantone di Pont-l'Abbé è una divisione amministrativa dell'arrondissement di Quimper.
A seguito della riforma approvata con decreto del 13 febbraio 2014, che ha avuto attuazione dopo le elezioni dipartimentali del 2015, è passato da 7 a 6 comuni.

## Composizione
I 7 comuni facenti parte prima della riforma del 2014 erano:
- Combrit
- Île-Tudy
- Plomeur
- Pont-l'Abbé
- Saint-Jean-Trolimon
- Tréguennec
- Tréméoc

Dal 2015 i comuni appartenenti al cantone sono i seguenti 6:
- Guilvinec
- Loctudy
- Penmarch
- Plobannalec-Lesconil
- Pont-l'Abbé
- Treffiagat